# Малявин, Савелий Анатольевич
Савелий Анатольевич Маля́вин (1892—1967) — русский и советский режиссёр театра, педагог. Народный артист Киргизской ССР (1945). Лауреат Сталинской премии второй степени (1950).

## Биография
В 1911 году окончил драматические курсы ЛХО в Санкт-Петербурге. Актёр театров в Каменец-Подольского, Петрограда, Витебска, Петрозаводска, Вологды. С 1917 года занимается режиссурой. В 1942—1946 годах художественный руководитель Фрунзенского РТД, в 1947—1949 годах главный режиссёр НГАТОБ, в 1951—1960 годах возглавлял Ансамбль советской оперы ВТО (Москва). С 1962 года преподавал в Институте имени Гнесиных.
Супруга — заслуженная артистка Киргизской ССР Данилова-Малявина, Мария Иннокентьевна (1890—1961).
Похоронен в Москве в колумбарии Новодевичьего кладбища., секция 119

## Театральные работы

### Роли
- «Севильский цирюльник» П. Бомарше — Фигаро
- «Слуга двух господ» К. Гольдони — Труффальдино
- «Преступление и наказание» по Ф. М. Достоевскому — Порфирий Петрович

### Постановки
- 1943 — «Кремлёвские куранты» Н. Ф. Погодина
- 1944 — «Горе от ума» А. С. Грибоедова; «Гроза» А. Н. Островского
- 1946 — «Царь Фёдор Иоаннович» А. К. Толстого
- 1949 — «Борис Годунов» М. П. Мусоргского
- 1951 — «Хождение по мукам» А. Э. Спаддавеккиа
- 1957 — «Укрощение строптивой» В. Я. Шебалина; «Семён Котко» С. С. Прокофьева
- 1959 — «Повесть о настоящем человеке» С. С. Прокофьева

## Награды и премии
- народный артист Киргизской ССР (1945)
- Сталинская премия второй степени (1950) — за постановку оперного спектакля «Борис Годунов» М. П. Мусоргского на сцене ГАТОБ Латвийской ССР (1949)